# Lothar Pohl (Musiker)
Lothar „Loti“ Pohl (* 13. Mai 1952 in Wiesbaden; † 24. Oktober 2023) war ein deutscher Sänger und Songwriter.

## Leben
Pohl wuchs in Wiesbaden-Biebrich auf und absolvierte auf der Handelsschule eine Ausbildung zum Bankkaufmann und begann ein Studium der Betriebswirtschaft, das er jedoch nicht abschloss. Als Mitbegründer der hessischen Deutschrock-Band Die Crackers im Jahre 1979 wirkte er als deren Frontsänger.
Seit 2010 betrieb er weitere Musikprojekte wie zum Beispiel The City Pirates mit Don Waever. Zudem spielte er in der Gruppe The Stagies die Ukulele und wirkte als Veranstalter von Mitsingkonzerten (mit Don Weaver, teilweise auch mit Ralf Baitinger).
Im Jahr 2023 verwirkliche er mit den „Die Crackers“ und einigen Musiker-Freunden (z. B. Sven Hieronymus, Ralf Baitinger, Jott Fürwitt, Sheela Berigai …) seinen langen Traum, das von ihm und Sheela Berigai inszenierte „Schinderhannes“-Musical auf die Bühne zu bringen. Die vielbeachtete Tour dauerte von Mai bis September 2023.
Ab 1989 betrieb er mit Partnern eine Veranstaltungsagentur, die er zum Jahreswechsel 2021/2022 aus Altersgründen verließ. Neben seiner Tätigkeit als Sänger arbeitete Pohl einige Jahre als Stadionsprecher beim SV Wehen Wiesbaden und bis zuletzt als Moderator bei Radio Rheinwelle. Zudem war er als Dozent für Event-Management an der Hochschule Fresenius in Idstein tätig.
Unter dem Namen Loti Pohl veröffentlichte er 1988 bei Polydor das Soloalbum Einer von uns sowie drei Singles. Weitere Aufnahmen liegen mit Die Crackers vor. Ferner wirkte er als Sänger zum Beispiel auf dem Album Silberhochzeit der Rodgau Monotones und Christmas Songs von Ralf Baitinger am Piano mit.
Am 24. Oktober 2023 starb Lothar Pohl im Alter von 71 Jahren in einer Klinik, nachdem er in seinem Haus in Burgschwalbach zusammengebrochen war.

## Diskografie (Auswahl)
→ siehe: Diskografie Die Crackers

### Als Loti Pohl
Alben
- Loti Pohl: Einer von uns (Polydor; 1988)

Singles
- In Meinem Herzen / All I Want (Polydor; 1988)
- Alles oder Nix! (Polydor; 1988)
- Für wen ich sing (Polydor; 1988)
- Mitwirkung bei Ralf Baitinger am Piano: Christmas Song (2022)